# Обсерватория Турку
Обсерватория Турку или обсерватория Исо-Хейккиля (фин. Iso-Heikkilän tähtitorni) — любительская астрономическая обсерватория, основанная в 1937 году в районе Исо-Хейккиля города Турку (Финляндия). Изначально, с 1937 по 1972 год, обсерватория принадлежала университету Турку. Ныне обсерватория используется местным отделением организации «Астрономическая Ассоциация Урса».

## Руководители обсерватории
- 1937—1952 — Вяйсяля, Ирьё

## История обсерватории
Обсерватория первоначально принадлежала отделу астрономии университета Турку. Обсерватория была построена в 1935—1936 годах под руководством Ирьё Вяйсяля. Близлежащий город расширялся, в километре от обсерватории был возведён завод, поэтому в 1952 году основные наблюдательные работы были перенесены в Обсерваторию Туорла. Обсерватория Турку осталась в пользовании студентов до 1972 года, когда университет полностью отказался от эксплуатации обсерватории. В настоящее время обсерватория Турку используется любительской астрономической ассоциации, являясь собственностью города Турку.

## Инструменты обсерватории
В обсерватории есть два 6-метровых купола.
- 15-см телескоп — построил Ирьё Вяйсяля
- 13-см телескоп — построил Ирьё Вяйсяля
- 19-см камера Шмидт-Вайсяля
- 50-см широкоугольная светосильная камера Шмидт-Вайсяля (D=60/50 см, F=1031mm, 1934 год) — именно с её помощью и были открыты новые астероиды и кометы. Телескоп, который с 1934 по 1952 год был установлен в Обсерватории Турку, сейчас расположен в обсерватории Кевола. Поле зрения 6,7° на пластинках 12×12 см.

## Направления исследований
- Поиск малых тел Солнечной системы
- Астрометрия
- Оптика и методики астросъемки
- Небесная механика

## Основные достижения
- Открытие 807 астероидов и 7 комет

## Известные сотрудники
- Ирьё Вяйсяля
- Лииси Отерма

## Интересные факты
- Лииси Отерма — первая финская женщина, получившая докторскую степень в области астрономии, участвовала в открытии нескольких комет и множества астероидов